# Secteur fortifié de Rohrbach
Pour les articles homonymes, voir Rohrbach.

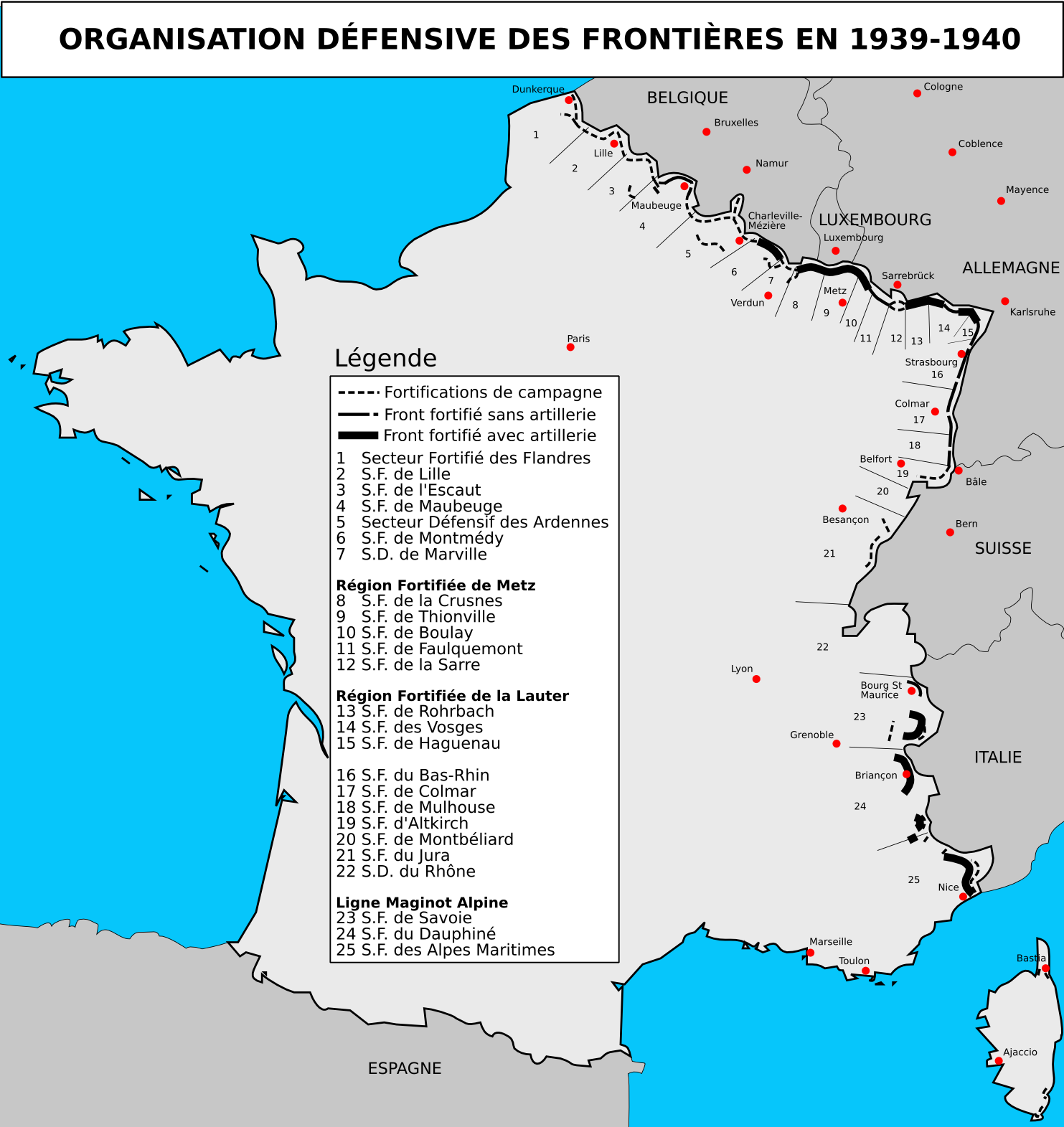
Carte de l'organisation en secteurs de la ligne Maginot.

Le secteur fortifié de Rohrbach est une partie de la ligne Maginot, situé entre le secteur fortifié de la Sarre à l'ouest et le secteur fortifié des Vosges à l'est.
Il forme une ligne le long de la frontière franco-allemande, juste au nord de Rohrbach-lès-Bitche et de Bitche, de Singling à Sturzelbronn (dans la Moselle). Les fortifications du secteur sont puissantes, mais toute sa moitié occidentale est dépourvue d'ouvrage d'artillerie.
Pour un article plus général, voir Ligne Maginot.

## Organisation et unités

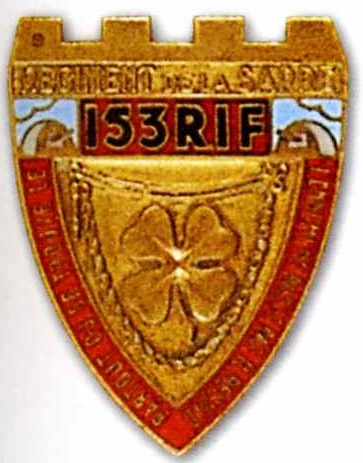
Insigne du RIF.
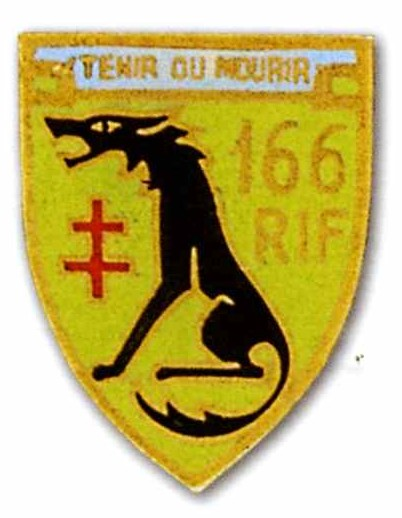
Insigne du RIF.

D'abord sous commandement de la 20e région militaire (QG à Nancy) jusqu'à la déclaration de guerre, le secteur passe alors sous commandement de la 5e armée : il est sous l'autorité du 8e corps d'armée, composé de la 24e division d'infanterie (de réserve, série A) et de la 31e division d'infanterie alpine (d'active).
Le secteur est divisé en trois sous-secteurs fortifiés, avec les unités suivantes comme équipages des ouvrages et casemates ainsi que comme troupes d'intervalle stationnées entre ceux-ci après la mobilisation :
- sous-secteur de Bining, confié au 166e régiment d'infanterie de forteresse ;
- sous-secteur du Légeret, confié au 153e régiment d'infanterie de forteresse ;
- sous-secteur de Bitche, confié au 37e régiment d'infanterie de forteresse.

L'artillerie du secteur est composée des :
- 150e régiment d'artillerie de position (fournissant les artilleurs des ouvrages, ainsi que deux groupes de position avec huit canons de 120 mm modèle 1878 de Bange, huit 145 mm L 1916 Saint-Chamond, huit 155 mm C 1915 Saint-Chamond, huit 155 mm L 1877 de Bange et seize 155 mm L 1918 Schneider[2]) ;
- 59e régiment d'artillerie mobile de forteresse (trois groupes tractés armés avec vingt-quatre canons de 75 mm modèle 1897/1933 TTT et douze 155 mm C 1917 Schneider TTT[3]).

- Insigne du 153e RIF.
- Insigne du 166e RIF.

## Composants

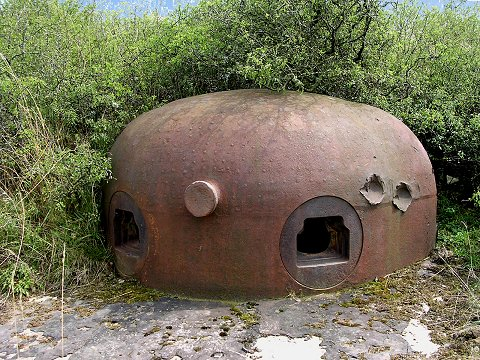
La cloche pour arme mixte du bloc 3 du Welschhof.

Le secteur de Rohrbach est construit dès 1930. En effet, dès cette époque, on creuse les deux gros ouvrages d’artillerie ainsi qu’un petit ouvrage (l'Otterbiel) autour de la ville de Bitche. Le dispositif est renforcé par 20 casemates CORF.
L’aile ouest du secteur, devant le bourg de Rohrbach, n'est réellement fortifiée qu'en 1934. On y construira deux petits ouvrages ainsi que cinq puissantes casemates.

### Ouvrages
- Ouvrage du Welschhof
- Ouvrage de Rohrbach
- Ouvrage du Simserhof
- Ouvrage du Schiesseck
- Ouvrage de l'Otterbiel

### Casemates
- Casemate ouest de Singling
- Casemate nord-ouest de Singling gauche
- Casemate nord-ouest de Singling droite
- Casemate de Bining
- Casemate de Station-de-Rohrbach
- Casemate de Rohrbach
- Casemate du Sinnerberg Ouest
- Casemate du Sinnerberg Est
- Casemate de Petit-Réderching Ouest
- Casemate de Petit-Réderching Est
- Casemate du Seelberg Ouest
- Casemate du Seelberg Est
- Casemate du Judenhoff
- Casemate de Holbach
- Casemate du Légeret
- Casemate du Freudenberg
- Casemate du Champ-d'Aviation Ouest
- Casemate du Champ-d'Aviation Est
- Casemate du Rochat Ouest
- Casemate du Rochat Est
- Casemate du Petit-Hohékirkel
- Casemate du Grand-Hohékirkel Ouest
- Casemate du Grand-Hohékirkel Est

### Abris d'intervalle
- Abri de Petit-Réderching (caverne)
- Abri de Frohmuhle (caverne)
- Abri du Freudenberg (caverne)
- Abri de Reyerswiller (caverne)
- Abri du Kindelberg (caverne)
- Abri de Le Camp (surface)

### Observatoires
- Observatoire du Freudenberg

## Histoire

### Chefs du secteur
- 1938 : général Boutignon